# Saveriu Paoli
Saveriu Paoli (Letia, 1886 - 1941) fou un escriptor cors. Treballà com a professor, i amb Ghjacomu Santu Versini va fundar la revista A Cispra el 1914, però fou clausurada al cap d'un mes. Durant la Primera Guerra Mundial fou fet presoner pels alemanys.

## Obres
- Poèmes villageois (1911)
- Poèmes (1913)
- Poésies diverses (1914)
- Corsica! Isula sviata.. (1928)